# Joan Connelly Ullman
Joan Connelly Ullman (Nova York, 1929) fou una historiadora estatunidenca i professora emèrita en història de la Universitat de Washington. Va publicar el 1967, revisada el 1970, la traducció a l'anglès de l'obra Aproximació a la història d'Espanya de Jaume Vicens i Vives sota el títol d'Approaches to the History of Spain. Va morir el 2022 a Califòrnia.

## Obres
- The Tragic Week: A Study of Anticlericalism in Spain, 1875-1912 (1968).
- Approaches to the History of Spain (1967)